# Монталбано (Римини)
Монталбано је насеље у Италији у округу Римини, региону Емилија-Ромања.
Према процени из 2011. у насељу је живело 1187 становника. Насеље се налази на надморској висини од 153 м.